# Progressione del record mondiale del lancio del disco maschile
La voce seguente illustra la progressione del record mondiale del lancio del disco maschile di atletica leggera.
Il primo record mondiale maschile venne riconosciuto dalla federazione internazionale di atletica leggera nel 1912. Ad oggi, la World Athletics ha ratificato ufficialmente 42 record mondiali di specialità.

## Progressione
| Misura  | Atleta            | Nazione          | Luogo                        | Data              | Note |
| ------- | ----------------- | ---------------- | ---------------------------- | ----------------- | ---- |
| 47,58 m | James Duncan      | Stati Uniti      | New York, Stati Uniti        | 27 maggio 1912    |      |
| 47,61 m | Tom Lieb          | Stati Uniti      | Chicago, Stati Uniti         | 14 settembre 1924 |      |
| 47,89 m | Glenn Hartranft   | Stati Uniti      | San Francisco, Stati Uniti   | 2 maggio 1925     |      |
| 48,20 m | Bud Houser        | Stati Uniti      | Palo Alto, Stati Uniti       | 3 aprile 1926     |      |
| 49,90 m | Eric Krenz        | Stati Uniti      | Palo Alto, Stati Uniti       | 9 marzo 1929      |      |
| 51,03 m | Eric Krenz        | Stati Uniti      | Palo Alto, Stati Uniti       | 17 maggio 1930    |      |
| 51,73 m | Paul Jessup       | Stati Uniti      | Pittsburgh, Stati Uniti      | 23 agosto 1930    |      |
| 52,42 m | Harald Andersson  | Svezia           | Oslo, Norvegia               | 25 agosto 1934    |      |
| 53,10 m | Willy Schröder    | Germania         | Magdeburgo, Germania         | 28 aprile 1935    |      |
| 53,26 m | Archie Harris     | Stati Uniti      | Palo Alto, Stati Uniti       | 20 giugno 1941    |      |
| 53,34 m | Adolfo Consolini  | Italia           | Milano, Italia               | 26 ottobre 1941   |      |
| 54,23 m | Adolfo Consolini  | Italia           | Milano, Italia               | 14 aprile 1946    |      |
| 54,93 m | Bob Fitch         | Stati Uniti      | Minneapolis, Stati Uniti     | 8 giugno 1946     |      |
| 55,33 m | Adolfo Consolini  | Italia           | Milano, Italia               | 10 ottobre 1948   |      |
| 56,46 m | Fortune Gordien   | Stati Uniti      | Lisbona, Portogallo          | 9 luglio 1949     |      |
| 56,97 m | Fortune Gordien   | Stati Uniti      | Hämeenlinna, Finlandia       | 14 agosto 1949    |      |
| 57,93 m | Sim Iness         | Stati Uniti      | Lincoln, Stati Uniti         | 20 giugno 1953    |      |
| 58,10 m | Fortune Gordien   | Stati Uniti      | Pasadena, Stati Uniti        | 11 luglio 1953    |      |
| 59,28 m | Fortune Gordien   | Stati Uniti      | Pasadena, Stati Uniti        | 22 agosto 1953    |      |
| 59,91 m | Edmund Piątkowski | Polonia          | Varsavia, Polonia            | 14 giugno 1959    |      |
| 59,91 m | Rink Babka        | Stati Uniti      | Walnut, Stati Uniti          | 12 agosto 1960    |      |
| 60,56 m | Jay Silvester     | Stati Uniti      | Francoforte, Germania Ovest  | 11 agosto 1961    |      |
| 60,72 m | Jay Silvester     | Stati Uniti      | Bruxelles, Belgio            | 20 agosto 1961    |      |
| 61,10 m | Al Oerter         | Stati Uniti      | Los Angeles, Stati Uniti     | 18 maggio 1962    |      |
| 61,64 m | Vladimir Trusenëv | Unione Sovietica | Leningrado, Unione Sovietica | 4 giugno 1962     |      |
| 62,45 m | Al Oerter         | Stati Uniti      | Chicago, Stati Uniti         | 1º luglio 1962    |      |
| 62,62 m | Al Oerter         | Stati Uniti      | Walnut, Stati Uniti          | 27 aprile 1963    |      |
| 62,94 m | Al Oerter         | Stati Uniti      | Walnut, Stati Uniti          | 25 aprile 1964    |      |
| 64,55 m | Ludvík Daněk      | Cecoslovacchia   | Turnov, Cecoslovacchia       | 2 agosto 1964     |      |
| 65,22 m | Ludvík Daněk      | Cecoslovacchia   | Sokolov, Cecoslovacchia      | 12 ottobre 1965   |      |
| 66,54 m | Jay Silvester     | Stati Uniti      | Modesto, Stati Uniti         | 25 maggio 1968    |      |
| 68,40 m | Jay Silvester     | Stati Uniti      | Reno, Stati Uniti            | 18 settembre 1968 |      |
| 68,40 m | Ricky Bruch       | Svezia           | Stoccolma, Svezia            | 5 luglio 1972     |      |
| 68,48 m | John van Reenen   | Sudafrica        | Stellenbosch, Sudafrica      | 14 marzo 1975     |      |
| 69,08 m | John Powell       | Stati Uniti      | Long Beach, Stati Uniti      | 4 maggio 1975     |      |
| 69,18 m | Mac Wilkins       | Stati Uniti      | Walnut, Stati Uniti          | 24 aprile 1976    |      |
| 69,80 m | Mac Wilkins       | Stati Uniti      | San Jose, Stati Uniti        | 1º maggio 1976    |      |
| 70,24 m | Mac Wilkins       | Stati Uniti      | San Jose, Stati Uniti        | 1º maggio 1976    |      |
| 70,86 m | Mac Wilkins       | Stati Uniti      | San Jose, Stati Uniti        | 1º maggio 1976    |      |
| 71,16 m | Wolfgang Schmidt  | Germania Est     | Berlino Est, Germania Est    | 9 agosto 1978     |      |
| 71,86 m | Jurij Dumčev      | Unione Sovietica | Mosca, Unione Sovietica      | 29 maggio 1983    |      |
| 74,08 m | Jürgen Schult     | Germania Est     | Neubrandenburg, Germania Est | 6 giugno 1986     |      |
| 74,35 m | Mykolas Alekna    | Lituania         | Ramona, Stati Uniti          | 14 aprile 2024    |      |